# Reinhard Wilhelm
Reinhard Wilhelm, né le 5 juin 1946 à Finnentrop, en Westphalie, est un informaticien allemand.

## Carrière
Wilhelm est né à Deutmecke (de), aujourd'hui un secteur de la commune de Finnentrop, Westphalie. Il étudie les mathématiques, la physique et la logique mathématique à l'université de Münster et l'informatique à l'université technique de Munich (TUM) et à l'université Stanford. Il obtient son doctorat à la TUM en 1977 sous la direction de Jürgen Eickel (titre de la thèse : « Baum-Transformatoren: ein Vergleich mit Baum-Transduktoren und Aspekte der Implementierung ». En 1978, il obtient un poste de professeur à l'université de la Sarre, où il dirige la chaire de langages de programmation et de construction de compilateurs jusqu'à sa retraite en 2014 ; il est professeur émérite à l'université de la Sarre. 
Wilhelm  est plusieurs fois chercheur invité, en 1999 et 2008 à l'École normale supérieure, en 1989 au International Computer Science Institute (en), en 1986  à l'univérsité hébraïque et au IBM Israel Scientific Centre, en 1983 à  l'university of California at Berkeley.

## Responsabilités scientifiques
De plus, Wilhelm a occupé le poste de directeur scientifique du Center Leibniz d'informatique au Schloss Dagstuhl depuis sa création en 1990 jusqu'en 2014. 
Wilhelm est l'un des cofondateurs du European Symposium on Programming (en) (ESOP), ensuite fédérée avec la European Joint Conferences on Theory and Practice of Software (ETAPS). L'Association européenne pour les langages de programmation (EAPLS) est issue de son impulsion de fonder une organisation pour faire avancer la recherche sur les langages de programmation et les systèmes de programmation.  En 1998, il fonde AbsInt, une spin-off de recherche qui propose des logiciels de vérification des propriétés de temps critique des systèmes embarqués, utilisé par exemple pour la certification de l'Airbus A380.

## Recherche
Ses recherches portent sur les langages de programmation, la construction de traducteurs, l'analyse statique des programmes, les systèmes embarqués, l'analyse en temps réel et la visualisation des algorithmes et des structures de données. Il a codéveloppé des générateurs de traducteurs et développé des outils logiciels pour vérifier les analyses en temps réel. 
Wilhelm a élaboré des liens entre la génération de code natif et la théorie des automates d'arbres réguliers. Il est l'un des codéveloppeurs des générateurs de compilateurs MUG1, MUG2 et OPTRAN, basés sur les grammaires attribuées. En collaboration avec Ulrich Möncke, il a proposé l'analyse des flux grammaticaux comme une généralisation de l'analyse des flux de données interprocédurales. Il a inventé une analyse basée sur la logique ternaire, une logique à trois valeurs, avec Mooly Sagiv et Tom Reps.  Il s'est également intéressé à de petits programmes dans les processeurs graphiques 3D (shaders). Ceux-ci permettent d'obtenir des effets en temps réel presque instantanés, tels que l'agitation de drapeaux ou la réflexion réaliste de surfaces. Dans ses projets de recherche, il a combiné l'infographie et la construction de traducteurs.
Wilhelm est auteur et coauteur de plusieurs livres sur la compilation.

## Distinctions
- 2000 : Wilhelm est nommé fellow de l'ACM « pour ses recherches sur la construction de compilateurs et l'analyse de programmes et pour ses services exceptionnels en tant que directeur scientifique du Schloss Dagstuhl »[6] ;
- 2006 : Médaille Alwin-Walther de l'TU Darmstadt et de la Fraunhofer-Institut für Graphische Datenverarbeitung (de).
- 2007 : Prix Gay-Lussac Humboldt, pour ses contributions à la science et ses réalisations dans le domaine de la coopération franco-allemande en recherche et enseignement[7].
- 2008 : Membre de l'Academia Europaea[8] ;
- 2008 : Doctorat honoris causa de l'École supérieure polytechnique de Rhénanie-Westphalie[9] ;
- 2008 : Diplôme honorifique de l'Université de Tartu[10] ;
- 2009 : Médaille Konrad-Zuse « pour ses réalisations en recherche et en éducation en matière de construction de compilateurs, d'analyse en temps réel des programmes et de son service en tant que directeur scientifique du LZI à  Dagstuhl »[11] ;
- 2010 : Croix de l'Ordre du Mérite de la République fédérale d'Allemagne[12] ;
- 2010 : Prix du service distingué de l'ACM[6] ;
- 2013 : Membre de l'Académie léopoldine[13] ;
- 2019 : Prix Test-of-Time lors de la conférence internationale ESWEEK 2019 pour l'impact à long terme de ses recherches sur les délais d'exécution[14] ;
- 2020 : Prix d'excellence technique et de leadership « Outstanding Technical Achievement and Leadership Award » du comité technique de l'IEEE sur les systèmes en temps réel (IEEE Technical Committee on Real-Time Systems)[15].

## Livres
- Jacques Loeckx, Reinhard Wilhelm, Kurt Mehlhorn et Reinhard Wilhelm, Grundlagen der Programmiersprachen, B. G. Teubner, coll. « Leitfäden und Monographien der Informatik », 1986, 448 p. (ISBN 978-3-322-94706-2, zbMATH 0599.68004).

- Reinhard Wilhelm et Dieter Maurer, Übersetzerbau. Theorie, Konstruktion, Generierung, Springer, 1997, 2e éd. (ISBN 3-540-61692-6).
- Reinhard Wilhelm, Informatics – 10 Years Back. 10 Years Ahead, Springer, 2001.
- Reinhard Wilhelm et Helmut Seidl, Übersetzerbau – Virtuelle Maschinen, Springer, 2007.
- Sebastian Hack, Helmut Seidl et Reinhard Wilhelm, Übersetzerbau – Analyse und Transformation, Springer, 2010.
- Reinhard Wilhelm, Einsichten eines Informatikers von geringem Verstande – Glossen aus dem Informatik Spektrum, Springer Fachmedien, 2010 (ISBN 978-3-658-28385-8).